# Friedrich Karl Hermann Kruse
Friedrich Karl Hermann Kruse (Oldenburg, 21 luglio 1790 – Lipsia, 3 agosto 1866) è stato uno storico tedesco.

## Biografia
Nel 1813 ottenne il dottorato presso l'Università di Lipsia. A partire dal 1816 insegnò presso il Ginnasio Maria Magdalena di Breslavia e nel 1821 fu nominato professore di storia antica-medievale e geografia presso l'Università di Halle. Dal 1828 al 1853 fu professore presso l'Università di Dorpat.

## Opere
Tra i suoi scritti più noti vi erano Budorgis, oder das alte Schlesien vor der Einführung der christlichen Religion (Budorgis, prima dell'introduzione della religione cristiana, 1819) e Deutsche Altertümer (Antichità tedesche, 1824-29, tre volumi). Altre opere note di Kruse includono:
- De Istri ostiis, 1820
- Hellas, oder geographisch-antiquarische Darstellung des alten Griechenland; 1825–27, tre volumi
- Anastasis der Waräger, 1841
- Nekrolivonika, oder Altertümer von Liv-, Esth- und Kurland, 1842
- Russische Altertümer, 1844–45
- Urgeschichte der Ostseeprovinzen 1846
- Chronicon Nortmannorum, 1851